# آنا هيلمان
آنا هيلمان هي متزلجة سويدية، ولدت في 29 نوفمبر 1978 في Hudiksvall ‏ في السويد.

## وصلات خارجية
- آنا هيلمان على موقع الاتحاد الدولي للتزلج (ركوب لوح الثلج) (الإنجليزية)
- آنا هيلمان على موقع أوليمبيديا (الإنجليزية)
- آنا هيلمان على موقع اللجنة الأولمبية السويدية (السويدية)